# Узбецька музика
Узбе́цька му́зика, музична культура узбеків, зародилася в глибокій старовині. Про це свідчать пам'ятники матеріальної культури, виявлені на території Узбекистану. Узбецька музика тісно пов'язана з музичною культурою всієї Середньої Азії, але в той же час вона глибоко самобутня.
У музичній спадщині узбецького народу, як і багато інших народів Сходу, розрізняються два великих пласта — фольклор (тобто власне народна творчість) та професійне мистецтво усної традиції (макоми та інші твори розвиненої форми). В обидвох пластах можна виділити 4 основні локальні стилі — хорезмський, бухарської-самаркандський, Фергана-ташкентський, сурхандар'їнської-кашкадар'їнській. Зони відрізняються одна від одної деякими рисами побуту, визначними пісенно-інструментальними жанрами, музичними інструментами. Зокрема, в бухарській і хорезмській зонах широко побутували маком, у той час як у Сурхандар'їнській і Кашкадар'їнській областях улюбленими були п'єси для домбри і достони, а у Ферганській долині — різні пісенні жанри з характерними для даної місцевості музично-поетичними особливостями. Виключно фергани-ташкентським є жанр катта-ашула, або панис-ашула.

## Народна музична творчість
Узбецька народна музична творчість у своїй основі монодійна. Вона характеризується багатогранністю тематики і різноманітністю жанрів. У народній музиці відповідно до виконуваних нею функціями можуть бути виділені, як і в інших народів, дві групи пісень і інструментальних п'єс: ті що виконуються в визначений час або при визначених обставинах і ті, що виконуються в будь-який час, незалежно від тих чи інших обставин.

### Обрядові
Перші пов'язані з обрядами, трудовими процесами, святкуваннями, різними церемоніями, театралізованими видовищними уявленнями, іграми. Для цієї групи характерна велика кількість пісенних жанрів:
- родинно-обрядові (весільні «Єр-ер», «Келін салом», «Улан» та ін;
- похоронні плачі — «Їгі», «Садр»),
- календарні (обрядові церемонії весняного рівнодення " Навруз "та ін),
- трудові («Майда і Езі», що співають при обмолоті та сіножаті; «Яргучок»- пісні жінок у ручний млини),
- колискові («Алла»),
- дитячі ігрові пісні та інші.

Кожному з цих пісенних жанрів більшою частиною притаманні вузько-прикладна тематика і постійні «прикріплені» мелодії. Відхилення від основної тематики пов'язані з ліричними роздумами або моралями, а часом і нотками соціального протесту.

### Необрядові
Пісні другої групи, навпаки, відрізняються різноманітністю тематики. До них належать виконавські пісенні жанри — терма, кошук, лапаро, ялла, ашула. Як текстову основу ці жанри використовують 7-8-складні рядки народні віршування Бармак.
- Терм — характеризується речитативною мелодикою з вузьким діапазоном і лаконічністю.
- Кошук — побутова пісня куплетної будови з мелодією порівняно невеликого діапазону, що охоплює строфу (або 1-2 рядки зі строфи) чотиривірші (зі звичайною римуванням: aaba або aabb, abab) віршування Бармак. Мелодії відрізняються розміреним і чітким ритмом без виспівування складів. Найчастіше в кошуці зустрічаються приспівування слова в кінці кожного віршового рядка та приспів після кожної строфи (або її половини).
- Лапаро — пісня-діалог танцювального характеру. Мають куплетну будову, як правило, без приспіву (у Хорезмі лапаро виконуються і одним співаком). У деяких районах термін «лапаро» застосовується і до весільних пісень «Улан», що співають у вигляді діалогу чоловіки і жінки чи унісон-хорових груп (представники нареченого і нареченої).
- Ялла — пісня танок, що має два види пісень. Одному з них властиві мелодії вузького діапазону (в цьому — спільність з кошуком), вони мають обов'язковий приспів, що виконується в унісон хором, і заспів, що виконується солісткою (яллачі), що одночасно співає і танцює. Інший тип пісень ялла не має розподілу на заспів і приспів, але в процесі викладу мелодії унісон хор чергується з сольним співом. Така пісня супроводжується танцем однієї або кількох танцівниць (танцюристів).
- Ашула — лірична пісня з розгорнутою (здебільшого протяжною) мелодією широкого діапазону з синкопованих ритмом. Наприклад, Ашула «Арзімні Айта» («Скажу свою скаргу»). Поетичними текстами ашули служать не тільки народні вірші, створені за правилами Бармаки, але і вірші професійних поетів Сходу, складені за законами аруза. Найрозвиненіші зразки ашула належать до області професійної музики усної традиції.

### Епічні жанри
Особливе місце в узбецькій займають достони — епічні оповіді, гол. обр. лірико-героїчна. змісту («Гороглі», «Алпоміш», «Кунтугміш», «Шахсенем і Гаріб»). Для пісень, що входять до достон, характерні куплетна будова, мелодії невеликого діапазону (розвинені форми ашула в достонах практично не застосовуються), діатонічний звукоряд. Широко застосовуються ладотональная змінність і модуляції. Майже завжди мелодії кінчаються нижнім віссю обертання, переважає поступенний мелодійний рух, стрибки всередині мелодійна. побудови не перевищують октави (зазвичай висхідні, з наступним заповненням), проте вони порівняно рідкісні. Ширші стрибки зустрічаються або на початку, або між закінченням однієї і початком іншої фрази. Істотне значення в народних піснях має мелізматика (кочірім — своєрідні форшлагом, группетто; ноліш, моліш, кашіш — різновиду гліссандуваня). Особливим розмаїттям відрізняється ритміка народних мелодій. При переважанні розміреного ритму протяжно-співуча мелодія властиво велика кількість синкоп. Зустрічаються мелодії імпровізаційного плану з неврегульованою метроритміччною основою, т. зв. еввої (неприручені), найхарактерніші для жанрів Катта-ашула (велика пісня) або панис-ашула (буквально — пісні, що виконуються з підносом). Для цих жанрів характерні розгорнуті за формою пісні з мелодіями речитативного характеру. Виконуються ці пісні без інструментального супроводу, зазвичай двома і більше співаками. Вони належать до професійної усної музичної традиції. Серед виконавців достонів (бахши або шаіров) в 20 столітті — Фазил Юльдаш, Ергаш Жуманбулбул, Абдулла-шаір.

## Професійна традиція
Професіоналізм в музичній основі Узбекистану, як і Таджикистану, Азербайджану, Вірменії, країн арабського Сходу, Індії та інших, сформувався в глибокій старовині. Уславленими носіями і творцями жанрів професійн монодії були видатні музиканти 6-8 ст. Барбат, Ібрахім аль-Мауса, його син Ісхак аль-Мауса та інші. Ткорктичні основи традиційної музики отримали висвітлення в трактатах учених СР Сходу — Абу Наср Мухаммеда аль-Фарабі (9-10 ст.), Абу Алі Хусейна Ібн Сіни (10-11 ст.), Ібн Зайли (11 в.), Хорезмі (11 в.), Сафі-ад-Діна Урмаві (13 ст.), Махмуда аш-Ширазі (13 ст.), Абдул Кадира Марагі (14 ст.), Абдурахмана Джамі (15 ст.), а згодом Зайнула-біддіна Хусайна (16 ст.), Дарвеш Алі Чангі (16—17 ст.) та багато інших. середньоазійських анонімних авторів 16-19 ст.
Складність жанрів і виконавських традицій професійної усної музичної культури вимагали від співаків та інструменталістів багаторічної підготовки. Музиканти вчилися у прославлених майстрів, які об'єднувалися у корпорації, кожна з яких брало мала свої правила — рісола. Всі заучувати «з голосу». Конотопа, відома ще в СР століття (за трактатів Фарабі, аш-Ширазі та ін), в музичній практиці не застосовувалася. Навіть Хорезмська табулатура (або нотація), винайдена в третій чверті. 19 в., Увійшла в ужиток лише вузького кола музикантів, хоча за допомогою її записані маком.
Основний класичний фонд професійної музики усної традиції становлять маком — циклічний. вокально-інструментальні твори. За своїм локальним ознаками маком в Узбекистані розділяються на бухарські (які є однаково спадщиною і узбецького і таджицького народів) і хорезмські. Від. частини бухарських маком, широко розповсюджені у Ферганській долині і в Ташкенті, придбали специфічний. риси, характерні для даних областей. Бухарський цикл маком — шашмаком містить 6 маком: «Бузрук», «Рост», «Навої», «Дугох», «Сегох» і «іроко» і виконується на вірші класиків східної поезії — Хафіза, Беділя, А. Навої, Дшамі та ін Кожен маком включає інструмент. і вок. розділи (нині вони стали відповідно називатися мушкілот і Наср), кожен з яких у свою чергу складається з кількох частин.
Хорезмський цикл складається з тих же 6 маком, але виділяється локальними особливостями, зокрема наявністю «вставних», більшою частиною розвинених інструментальних п'єс (Накш, Суворов). Це створює і структурні відмінності між ними (у співвідношенні складових частин).

### Музичні інструменти
Багатий і різноманітний музичний інструментарій Узбекистану. Серед струнно-смичкових — гіджак, сато, кобуз, сетор; струнно-щипкових — домбра, дутар, танбур, уд, рубаби афганські (або бухарські) і кашгарські; струнно-ударних — чанг; духових язичкових — сибізик, буламан (Балабан), сурнай, кошнай; духових флейтові — най, най-гаджір; мідних духових — Карналі; ударних — дойра, нагора, чіндаул, сафаїль та інші. Одержав розвиток як сольний, так і різноманітне ансамблеве виконавство. Характерна особливість узбецьких ансамблів — гра в унісон.
На основі спорідненості інструментів акустичними та іншими ознаками в Узбекистані (як і в Таджикистані) склалися дві групи ансамблів: а) ансамблі досить різко й гучно лунають інструментів (Карналі, сурнай і нагора або дойра). Такі ансамблі (у різному складі) виступають на відкритому повітрі — на площах, вулицях, у дворах. Вони супроводжують великі традиції святкування, різні обряди, вулично-видовищні вистави. Кожен з інструментів виконує самостійно. функцію: сурнаю доручається мелодія, нагір'я — усуль (ритмічні побудови, повторювані протягом усього виробн. та відповідні його метрорітміке), Карналі — своєрідні фанфари, що збігаються часто у своїй ритмічні. основі з усулем, виконуваним дойрою; б) ансамблі інструментів порівняно м'якого звучання (майже всі інструменти, що не входять в першу групу) у вельми різноманітних поєднаннях. При будь-якому складі обов'язкове дойра, яку виконує усуль. Ансамблі цієї групи грають в основному твори жанрів, не пов'язаних з обрядами, церемоніальними процесами. У традиційному узбецькому оркестрі народних інструментів (грає в унісон у 2-3 октави) різноманітність звучання досягається завдяки включенню в нього різних груп інструментів.

## Культура в часи російського панування
Після приєднання СР Азії до Росії (1868), в Узбекистан проникають впливи російської культури. Починаючи з 80-90-х років в узбецьких містах створювалися російські товариства любителів музики: Ташкентське музичне товариство (засн. у 1884 за сприяння капельмейстера і скрипаля О. Ф. Ейхгорна; з 1895 його очолив дир. В. І. Міхалек), Ташкентське хорове товариство «Ліра» (1898, під рук. воєн. капельмейстера В. В. Лейсека), Маргеланське музичне товариство (під рук. Д. І. Михайлова), Самаркандське музичне т-во (поч. 90-х рр.) та інші. Організовувалися концерти силами як новостворюваних російських колективів — симфонічних оркестрів, камерних ансамблів, оперних труп, так і гастролерів. Важлива роль у пропаганді російської музики належала воєнних духових оркестрах, що виникали повсюдно.
До цих же років належать перші спроби аранжування узбецьких мелодій для європейських виконавських колективів, наприклад обробки Лейсека для дух. оркестру (виконувалися в Ташкенті і в чеш. місті Високе Міто-), Н. С. Кленівського — для симфонічного оркестру (виконані в 1893 в Москві). У 70-80-х рр. з'являються перші записи зразків музичної творчості узбеків та інших народів Середньої Азії (Ейхгорна, Лейсека, Ф. пфеніга та ін.) Ейхгорн зібрав також колекцію музичних інструментів Середньої Азії і Казахстану (виставлялася в 1880-х рр. В Петербурзі, Відні).

## Часи радянського панування
Встановлення в Узбекистані радянської влади (листопад 1917 — березень 1918) і відповідні соціальні перетворення спричинили перелом у розвитку музичної культури. В 1918 були відкриті народні консерваторії в Ташкенті, Самарканді та інших містах, а також російський оперний театр у Ташкенті. У 20-ті роки виникає широка мережа музична навчальних закладів. В 1934 заснована Вища музична школа в Ташкенті (с 1936 — консерваторія). Велику роботу по запису і вивчення народних музична творчості Середньої Азії вела музично-етнографічна комісія під керівництвом В. А. Успенського (Ташкент, 1920—1923), Самаркандський НДІ музики і хореографії під керівництвом H. H. Міронова. В 30-ті роки з'явилися обласні музично-драматичні театри, а також Узбецька філармонія (1936), Республіканський будинок народної творчості (1937), Спілка композиторів (1940).
Спроба скерувати розвиток традиційної узбецької музичної культури в російському напрямку супроводжувалася реконструкцією народних інструментів. Заснована 1943 року експериментальна лабораторія намагалась надати цим інструментам темперованого строю, збільшити силу звучання. За взірцем російських оркестрів народних інструментів були організовані оркестри узбецьких народних інструментів, традиційна узбецька музика набула не властивого їй багатоголосся.
Значний пласт узбецької музичної культури був пов'язаний з прославленням радянської влади. Автором перших узбецької поезії подібної тематики став Хамза Хакімзаде Ніязі, що написав пісні «Яша Шура» («Да здравствуют Советы»), «Хой, ишчилар» («Ей, робочий») та інші.
Під впливом російської музики, в узбецьку культура проникають європейські музичні жанри — симфонії, музичні драми, опери. Серед першим музичних драм виділяються «Халіма» Г. Зафарді (1920) та «Тахир и Зухра» Т. Джалілова (1940). Першими симфонічними творами, що використовували узбецькі народні мелодії стали твори російських композиторів, такі як «Музичні картинки Узбекистану» М. М. Іпполітова-Іванова (1931), «Ферганський свято» В. А. Золотарьова (1931), «Ферганський свято» Р. М. Глієра (1939) та інші. Пізніше симфонічні твори з'явились і в творчості узбецьких композиторів (І. Акбаров, С. Юдаков та ін.). Подібна тенденція спостерігалась і в оперному жанрі, першими операмир на узбецькі сюжети стали «Буран» Ашраф та С. М. Василенко (1939), «Лейла і Меджнун» Гліера і Т. Садикова (1940), «улугах канал» («Великий канал») Ашраф і Василенко (1941, третя ред. 1953). У ці ж роки були поставлені перші узбецькі балети, серед них — «Гуляндом» Є. Г. Брусилівського (1940), «Акбіляк» Василенко.

## Сучасність

### Поп-музика
Одна з найвідоміших сучасних узбецьких співачок — Юлдуз Усманова.
Станом на 1980 рік в Узбекистані працювали:
Театри:
- Узбецький театр опери та балету (Ташкент),
- Самаркандський театр опери і балету (з 1964),
- Узбецький музичний театр ім. Мукімі (Ташкент, з 1939),
- Театр оперети (Ташкент, з 1971),
- Каракалпацький музично-драматичний театр (Нукус, з 1930),
- Хорезмська музично-драматичний театр (Ургенч, з 1924),
- Кашкадар'їнський музично-драматичний театр (Карші, з 1925),
- Андижанській театр музичної драми і комедії (з 1927),
- Ферганський театр музичної драми і комедії (з 1928),
- Бухарський театр музичної драми і комедії (з 1930),
- Наманганський театр музичної драми і комедії (з 1931),
- Сурхандар'їнської музично-драматичний театр (Термез, з 1935),
- Джізакський театр музичної драми (з 1950),
- Сирдар'їнській театр музичної драми (Гулістан, з 1975);

Концертні установи і колективи:
- узбецька філармонія (з 1936) і при ній Державний симфонічний оркестр (1938),
- оркестр народних інструментів ім. Т. Джалілова (1938),
- хорова капела (1952),
- ансамблі пісні і танцю — «Шодлік» (1936), хорезмського «Брязкіт» (1958);
- узбецьке радіо (з 1927) і телебачення (з 1954) і при них оркестр узбецьких народних інструментів (1947), естрадно-симфонічний оркестр (1964), камерний оркестр (1974), ансамблі макомістов (1955), хор (1960), уйгурська ансамбль пісні і танцю (1967);
- Уздержконцерт (з 1966; в 1958-65 — Узгосестрада) і при ньому вокально-інструментальні ансамблі «Ялла» (1972), «Навої» (1974), естрагон. тат. ансамбль «Хайтарма», корейський «Каягім» (1965);

Наукові та освітні заклади:
- Інститут мистецтвознавства ім. Хамзи Хакімзаде Ніязі (1928);
- консерваторія (1936, Ташкент),
- Ташкентський інститут культури (1973),
- близько 20 музичних училищ (в Ташкенті і всіх обл. центрах — у Самарканді, Бухарі, Фергані, Ургенчі та ін містах),
- 268 дитячих музичних шкіл, у тому числі 3 музичні школи-десятирічки,
- спеціальна музична школа в Ташкенті і інші.

## Нотні видання
- Шість музичних поем (маком), запис В. А. Успенського, Бухара, 1924;
- Миронов М., Пісні Фергани, Бухари і Хіви, Таш., 1931;
- Узбецькі народні пісні, укладачі Є. Романовська, І. Акбаров, кн. 1-2, Таш., 1939 (узбецькою мовою);
- Узбецька інструментальна музика, сост. Є. Є. Романовська, Таш., 1948 (узбецькою та російською мовами);
- Узбецька вокальна музика, запис В. А. Успенського, Таш., 1950 (узбецькою мовою);
- Ритми дойри, СБ записів узбецьких усулей, зроблених І. Акбаровим, Таш., 1952 (узбецькою та російською мовами);
- Узбецька народна інструментальна музика, укладач К. Алімбаева, Ф. Кароматов, Таш., 1954;
- Узбецька народна музика, під ред. І. Акбарова, т. 1-9, Таш., 1955-75 (узбецькою та російською мовами);
- Узбецька народна музика на слова Мукімі і Фурката, сост. І. Акбаров, Таш., 1958 (узбецькою та російською мовами);
- Кароматов Ф., Узбецька Домброва музика, Таш., 1962 (узбецькою та російською мовами);
- Його ж, Музична спадщина узбецького народу, т. 1 — Кошуков, Таш., 1978 (узбецькою та російською мовами);
- Ейхгорн A., Музично-етнографічні матеріали, Таш., 1963 (серія Музична фольклористика в Узбекистані (перші записи));
- Шашмаком, запис Ю. Раджабов, під ред. Ф. Кароматова, т. 1-6, Таш., 1966-75 (узбецькою та російською мовами).